# Григорян Ваган Григорович
Ваган Григорович Григорян (1902, село Каракенд Єлизаветпольської губернії, тепер село Бердашен (Каракенд), Нагірно-Карабаська Республіка, Азербайджан — 1983) — радянський діяч, журналіст, відповідальний редактор грузинської республіканської газети «Заря Востока», голова зовнішньополітичної комісії ЦК ВКП(б), завідувач відділу ЦК КПРС зі зв'язків із зарубіжними комуністичними партіями. Кандидат у члени ЦК КПРС з 14 жовтня 1952 по 2 березня 1954 року. Депутат Верховної ради СРСР 1—3-го скликань.

## Життєпис
Народився в селянській родині.
У 1920—1924 роках добровольцем служив у Червоній армії, був редактором червоноармійської вірменської газети «Кармір зінвор», редактором військових газет у 1-й кавалерійській дивізії РСЧА, в 1-му Кавказькому корпусі РСЧА; працював в редакції центральної армійської газети «Кррасный воин». Член РКП(б) з 1920 року.
Після демобілізації — завідувач відділу друку ЦК КП(б) Азербайджану.
У 1924—1927 роках — завідувач відділу друку Хамовницького районного комітету РКП(б) міста Москви, заступник завідувача відділу друку Московського міського комітету ВКП(б).
Закінчив три курси медичного інституту.
У 1927 — лютому 1933 року — відповідальний секретар, заступник редактора, редактор газет «Рабочая правда», «Пролетар», крайової літературної газети «На рубеже Востока» в місті Тифлісі.
У лютому 1933 — 1946 року — відповідальний редактор грузинської республіканської газети «Заря Востока».
У вересні 1946—1947 роках — завідувач відділу центральних газет та заступник начальника Управління пропаганди і агітації ЦК ВКП(б).
У 1947—1949 роках — заступник шеф-редактора газети «За прочный мир, за народную демократию!».
12 березня 1949 — 27 жовтня 1952 року — голова зовнішньополітичної комісії ЦК ВКП(б). 27 жовтня 1952 — 19 березня 1953 року — голова Комісії ЦК КПРС зі зв'язків з іноземними комуністичними партіями. 19 березня — 16 квітня 1953 року — завідувач відділу ЦК КПРС зі зв'язків із зарубіжними комуністичними партіями.
З 16 березня 1953 року — завідувач сектора Міністерства закордонних справ СРСР, член Колегії МЗС СРСР. Звільнений з посади через близькі стосунки з Лаврентієм Берією.
До 1954 року — уповноважений ЦК КПРС по Аджарській АРСР.
Помер 1983 року.

## Нагороди
- орден Леніна (1.07.1943)
- орден Кутузова І ст. (16.09.1945)
- орден Трудового Червоного Прапора (7.07.1937)
- орден «Знак Пошани» (24.02.1941)
- орден Червоної Зірки
- медаль «За оборону Кавказу»
- медаль «За доблесну працю у Великій Вітчизняній війні 1941—1945 рр.»
- Велика золота медаль Всесоюзної сільськогосподарської виставки
- медалі